# Peruchín
Pedro Nolasco Jústiz Rodríguez (Pedro Jústiz; * 31. Dezember 1913 in Holguín; † 24. Dezember 1977 in Havanna), bekannt als Peruchín, war ein kubanischer Pianist, Komponist und Arrangeur.
Peruchín bekam seine erste musikalische Ausbildung von seiner Mutter. Er setzte sie ab 1928 bei seinem Onkel Emilio Rodríguez, dem Leiter des städtischen Orchesters von Antilla, fort. Außerdem nahm er Klavierunterricht bei Juan Pérez. Ab 1933 war er Mitglied des Orquesta Chepín-Chovén in Santiago de Cuba.
Später schloss er sich in Havanna dem Orquesta Casino de la Playa an. Mit den Swing Boys unternahm er eine Tournee nach Panama und wurde dort Mitglied des Orchesters von Carlos Boza. 1940 wurde er Pianist im Conjunto Matamoros und im Orchester von Armando Romeu, 1941 im Orchester von Mariano Mercerón. Ab 1950 gehörte er Benny Morés Banda Gigante an. Schließllch gründete er eine eigene Gruppe, mit der er im Cabaret Tropicana auftrat.
Weiterhin gründete Peruchín ein Trio mit dem Kontrabassisten Aristóteles Limonta und dem Schlagzeuger Rodolfo Castiñeira. In einer weiteren Trioformation arbeitete er mit dem Kontrabassisten Orlando López (Cachaíto) und dem Schlagzeuger Tibo Lee zusammen. Im Club Cubano de Jazz trat er mit der Gruppe von Papito Hernández und Israel López (mit Walfredito de los Reyes, Guillermo Barreto und Tata Güines) auf.
In den 1960er Jahren gründete er eine Gruppe mit Tibo Lee am Schlagzeug, Armandito Zequeira am Kontrabass und Regino Tellechea als Sänger. Mit Frank Emilio Flynn teilte er die Funktionen des Pianisten von Los Amigos. Außerdem trat er als Pianist von Merceditas Valdés (mit Jesús Pérez am Schlagzeug) auf und war Mitglied der Cuban All Stars von Justico Antobal.
Peruchín war als Pianist beliebt und bewundert, und seine Soli wurden mehrfach auf Platten aufgenommen. Außerdem war er als Komponist, Arrangeur und Orchestrator (insbesondere für Benny Moré) aktiv. Auch sein Sohn Pedro Andrés Jústiz Márquez (Peruchín Jr.) und sein Enkel Rodolfo Argudín Jústiz (ebenfalls als Peruchín bekannt) sind als Musiker erfolgreich.